# National Football League 1979
La stagione NFL 1979 fu la 60ª stagione sportiva della National Football League, la massima lega professionistica statunitense di football americano. La finale del campionato, il Super Bowl XIV, si disputò il 20 gennaio 1980 al Rose Bowl di Pasadena, in California che si concluse con la vittoria dei Pittsburgh Steelers sui Los Angeles Rams per 31 a 19. La stagione iniziò il 1º settembre 1979 e si concluse con il Pro Bowl 1980 che si tenne il 27 gennaio a Honolulu.
Questa stagione vide il trasferimento permanente della sede del Pro Bowl all'Aloha Stadium.

## Modifiche alle regole
- Venne deciso, in caso di sack del quarterback, di fermare il tempo effettivo per almeno 5 secondi.
- Venne deciso che, nel caso venga effettuato, chiamato o assegnato un fair catch alla fine del secondo quarto o della partita, di concedere un'ulteriore azione alla squadra che ha ricevuto il calcio.
- Venne concesso ai defensive linemen di indossare i numeri dal 90 al 99.
- Venne deciso di inserire i centri nel sistema di numerazione come offensive linemen interni.
- Venne vietato ai giocatori di indossare equipaggiamento strappato o alterato. Vennero vietate inoltre le maglie a strappo.
- Venne vietato durante le azioni di punt, kickoff o field goal, ai giocatori della squadra ricevente di effettuare blocchi sotto la vita.
- Venne estesa la zona in cui è vietato effettuare un crackback block da 3 a 5 iarde attorno alla linea di scrimmage.
- Venne vietato ai giocatori di usare il casco per colpire in qualsiasi modo un avversario. L'infrazione di tale divieto comporta la penalità di violenza non necessaria (unnecessary roughness).
- Venne deciso che, in caso di fumble ad un quarto down o dopo il two-minutes warning, l'unico giocatore dell'attacco che può recuperare la palla sia lo stesso che ha commesso il fumble. Questa regola, che divenne nota come "Ken Stabler rule", venne introdotta in seguito ad un episodio verificatosi nella stagione precedente nel quale appunto Ken Stabler, allora quarterback degli Oakland Raiders, per evitare un sack lasciò cadere la palla e la spinse avanti cercando di consentire ad un compagno di recuperarla[1].
- Venne deciso che l'arbitro principale indossasse un cappellino nero, mentre gli altri arbitri ne indossassero uno bianco.
- Venne deciso di indicare la posizione di ogni arbitro sulla sua maglietta.
- Venne cambiato il sistema di numerazione degli arbitri legando il numero alla posizione in campo.

## Stagione regolare
La stagione regolare si svolse in 16 giornate, iniziò il 1º settembre e terminò il 17 dicembre 1979.

### Risultati della stagione regolare
- V = Vittorie, S = Sconfitte, P = Pareggi, PCT = Percentuale di vittorie, PF = Punti Fatti, PS = Punti Subiti
- La qualificazione ai play-off è indicata in verde (tra parentesi il seed)

| AFC East             |    |    |   |     |     |     |
| Squadra              | V  | S  | P | PCT | PF  | PS  |
| (3) Miami Dolphins   | 10 | 6  | 0 | 625 | 341 | 257 |
| New England Patriots | 9  | 7  | 0 | 563 | 411 | 326 |
| New York Jets        | 8  | 8  | 0 | 500 | 337 | 383 |
| Buffalo Bills        | 7  | 9  | 0 | 438 | 268 | 279 |
| Baltimore Colts      | 5  | 11 | 0 | 313 | 271 | 351 |

| NFC East                |    |    |   |     |     |     |
| Squadra                 | V  | S  | P | PCT | PF  | PS  |
| (1) Dallas Cowboys      | 11 | 5  | 0 | 688 | 371 | 313 |
| (4) Philadelphia Eagles | 11 | 5  | 0 | 688 | 339 | 282 |
| Washington Redskins     | 10 | 6  | 0 | 625 | 348 | 295 |
| New York Giants         | 6  | 10 | 0 | 375 | 237 | 323 |
| Saint Louis Cardinals   | 5  | 11 | 0 | 313 | 307 | 358 |

| AFC Central             |    |    |   |     |     |     |
| Squadra                 | V  | S  | P | PCT | PF  | PS  |
| (2) Pittsburgh Steelers | 12 | 4  | 0 | 750 | 416 | 262 |
| (4) Houston Oilers      | 11 | 5  | 0 | 688 | 362 | 331 |
| Cleveland Browns        | 9  | 7  | 0 | 563 | 359 | 352 |
| Cincinnati Bengals      | 4  | 12 | 0 | 250 | 337 | 421 |

| NFC Central              |    |    |   |     |     |     |
| Squadra                  | V  | S  | P | PCT | PF  | PS  |
| (2) Tampa Bay Buccaneers | 10 | 6  | 0 | 625 | 273 | 237 |
| (5) Chicago Bears        | 10 | 6  | 0 | 625 | 306 | 249 |
| Minnesota Vikings        | 7  | 9  | 0 | 438 | 259 | 337 |
| Green Bay Packers        | 5  | 11 | 0 | 313 | 246 | 316 |
| Detroit Lions            | 2  | 14 | 0 | 125 | 219 | 365 |

| AFC West               |    |   |   |     |     |     |
| Squadra                | V  | S | P | PCT | PF  | PS  |
| (1) San Diego Chargers | 12 | 4 | 0 | 750 | 411 | 246 |
| (5) Denver Broncos     | 10 | 6 | 0 | 625 | 289 | 262 |
| Seattle Seahawks       | 9  | 7 | 0 | 563 | 378 | 372 |
| Oakland Raiders        | 9  | 7 | 0 | 563 | 365 | 337 |
| Kansas City Chiefs     | 7  | 9 | 0 | 438 | 238 | 262 |

| NFC West             |   |    |   |     |     |     |
| Squadra              | V | S  | P | PCT | PF  | PS  |
| (3) Los Angeles Rams | 9 | 7  | 0 | 563 | 323 | 309 |
| New Orleans Saints   | 8 | 8  | 0 | 500 | 370 | 360 |
| Atlanta Falcons      | 6 | 10 | 0 | 375 | 300 | 388 |
| San Francisco 49ers  | 2 | 14 | 0 | 125 | 308 | 416 |

## Play-off
I play-off iniziarono con i Wild Card Game il 23 dicembre 1979. I Divisional Playoff si giocarono il 29 e 30 dicembre e i Conference Championship Game il 6 gennaio 1980. Il Super Bowl XIV si disputò il 20 gennaio al Rose Bowl di Pasadena.

### Seeding
| Seed | American Football Conference                | National Football Conference                 |
| ---- | ------------------------------------------- | -------------------------------------------- |
| 1    | San Diego Chargers (vincitori AFC West)     | Dallas Cowboys (vincitori NFC East)          |
| 2    | Pittsburgh Steelers (vincitori AFC Central) | Tampa Bay Buccaneers (vincitori NFC Central) |
| 3    | Miami Dolphins (vincitori AFC East)         | Los Angeles Rams (vincitori NFC West)        |
| 4    | Houston Oilers                              | Philadelphia Eagles                          |
| 5    | Denver Broncos                              | Chicago Bears                                |

### Incontri
| Wild Card Game | Wild Card Game                     | Wild Card Game | Wild Card Game |                                |                                | Divisional Play-off            | Divisional Play-off | Divisional Play-off |                                  |                                  | Conference Championship          | Conference Championship | Conference Championship |  |  | Super Bowl XIV | Super Bowl XIV | Super Bowl XIV | Super Bowl XIV | Super Bowl XIV |
|                |                                    |                |                |                                |                                |                                |                     |                     |                                  |                                  |                                  |                         |                         |  |  |                |                |                |                |                |
|                |                                    |                |                |                                |                                |                                |                     |                     |                                  |                                  |                                  |                         |                         |  |  |                |                |                |                |                |
|                |                                    |                |                |                                |                                | 30 dicembre - Texas Stadium    |                     |                     |                                  |                                  |                                  |                         |                         |  |  |                |                |                |                |                |
|                |                                    |                |                |                                |                                |                                |                     |                     |                                  |                                  |                                  |                         |                         |  |  |                |                |                |                |                |
|                | 3                                  | L.A. Rams      | 21             |                                |                                |                                |                     |                     |                                  |                                  |                                  |                         |                         |  |  |                |                |                |                |                |
|                | 3                                  | L.A. Rams      | 21             | 23 dicembre - Veterans Stadium | 23 dicembre - Veterans Stadium | 23 dicembre - Veterans Stadium |                     |                     | 6 gennaio - Tampa Stadium        | 6 gennaio - Tampa Stadium        | 6 gennaio - Tampa Stadium        |                         |                         |  |  |                |                |                |                |                |
|                | 1                                  | Dallas         | 19             | 23 dicembre - Veterans Stadium | 23 dicembre - Veterans Stadium | 23 dicembre - Veterans Stadium |                     |                     | 6 gennaio - Tampa Stadium        | 6 gennaio - Tampa Stadium        | 6 gennaio - Tampa Stadium        |                         |                         |  |  |                |                |                |                |                |
|                | 1                                  | Dallas         | 19             | 5                              | Chicago                        | 17                             | 3                   | L.A. Rams           | 9                                |                                  |                                  |                         |                         |  |  |                |                |                |                |                |
|                | 29 dicembre - Tampa Stadium        |                |                | 5                              | Chicago                        | 17                             | 3                   | L.A. Rams           | 9                                |                                  |                                  |                         |                         |  |  |                |                |                |                |                |
|                | 4                                  | Philadelphia   | 27             |                                |                                | 2                              | Tampa Bay           | 0                   |                                  |                                  |                                  |                         |                         |  |  |                |                |                |                |                |
|                | 4                                  | Philadelphia   | 27             | 4                              | Philadelphia                   | 2                              | Tampa Bay           | 0                   | 17                               |                                  |                                  |                         |                         |  |  |                |                |                |                |                |
|                |                                    |                |                | 4                              | Philadelphia                   |                                |                     |                     | 17                               | 20 gennaio - Rose Bowl           |                                  |                         |                         |  |  |                |                |                |                |                |
|                | 2                                  | Tampa Bay      | 24             |                                |                                |                                |                     |                     |                                  |                                  |                                  |                         |                         |  |  |                |                |                |                |                |
|                | 2                                  | Tampa Bay      | 24             | N3                             | L.A. Rams                      | 19                             |                     |                     |                                  |                                  |                                  |                         |                         |  |  |                |                |                |                |                |
|                | 29 dicembre - Jack Murphy Stadium  |                |                | N3                             | L.A. Rams                      | 19                             |                     |                     |                                  |                                  |                                  |                         |                         |  |  |                |                |                |                |                |
|                |                                    |                |                |                                |                                |                                |                     | A2                  | Pittsburgh                       | 31                               |                                  |                         |                         |  |  |                |                |                |                |                |
|                | 4                                  | Houston        | 17             |                                |                                |                                |                     | A2                  | Pittsburgh                       | 31                               |                                  |                         |                         |  |  |                |                |                |                |                |
|                | 4                                  | Houston        | 17             | 23 dicembre - Astrodome        | 23 dicembre - Astrodome        | 23 dicembre - Astrodome        |                     |                     | 6 gennaio - Three Rivers Stadium | 6 gennaio - Three Rivers Stadium | 6 gennaio - Three Rivers Stadium |                         |                         |  |  |                |                |                |                |                |
|                | 1                                  | San Diego      | 14             | 23 dicembre - Astrodome        | 23 dicembre - Astrodome        | 23 dicembre - Astrodome        |                     |                     | 6 gennaio - Three Rivers Stadium | 6 gennaio - Three Rivers Stadium | 6 gennaio - Three Rivers Stadium |                         |                         |  |  |                |                |                |                |                |
|                | 1                                  | San Diego      | 14             | 5                              | Denver                         | 7                              | 4                   | Houston             | 13                               |                                  |                                  |                         |                         |  |  |                |                |                |                |                |
|                | 30 dicembre - Three Rivers Stadium |                |                | 5                              | Denver                         | 7                              | 4                   | Houston             | 13                               |                                  |                                  |                         |                         |  |  |                |                |                |                |                |
|                | 4                                  | Houston        | 13             |                                |                                | 2                              | Pittsburgh          | 27                  |                                  |                                  |                                  |                         |                         |  |  |                |                |                |                |                |
|                | 4                                  | Houston        | 13             | 3                              | Miami                          | 2                              | Pittsburgh          | 27                  | 14                               |                                  |                                  |                         |                         |  |  |                |                |                |                |                |
|                |                                    |                |                | 3                              | Miami                          |                                |                     |                     |                                  |                                  |                                  |                         |                         |  |  |                |                |                |                |                |
|                | 2                                  | Pittsburgh     | 34             |                                |                                |                                |                     |                     |                                  |                                  |                                  |                         |                         |  |  |                |                |                |                |                |
|                | 2                                  | Pittsburgh     | 34             |                                |                                |                                |                     |                     |                                  |                                  |                                  |                         |                         |  |  |                |                |                |                |                |

Nota: Il regolamento impediva gli accoppiamenti nei Divisional playoff tra squadre della stessa Division

### Vincitore
| Vincitori del Super Bowl XIV Pittsburgh Steelers 4º titolo |

## Premi individuali
| MVP della NFL                 | Earl Campbell, Running Back, Houston Oilers         |
| Allenatore dell'anno          | Jack Pardee, Washington Redskins                    |
| Giocatore offensivo dell'anno | Earl Campbell, Running Back, Houston Oilers         |
| Difensore dell'anno           | Lee Roy Selmon, Defensive End, Tampa Bay Buccaneers |
| Rookie offensivo dell'anno    | Ottis Anderson, Running Back, St. Louis Cardinals   |
| Rookie difensivo dell'anno    | Jim Haslett, Linebacker, Buffalo Bills              |